# Ste-Afre (Riedisheim)

Kirche Sainte-Afre (dt. St. Afra)

Sainte-Afre ist eine katholische Pfarrkirche in der elsässischen Stadt Riedisheim. Sie trägt das Patrozinium der frühchristlichen Märtyrerin Afra von Augsburg. Die Kirche ist als Kulturdenkmal in das Inventaire général du patrimoine culturel eingetragen.

## Geschichte
Das Kirchspiel St. Afra in Riedisheim war mit Mülhausen durch die Schenkung Karls IV. 1354 in den Besitz des Deutschen Ordens gekommen und gehörte zur Kommende Mülhausen-Rixheim. Die Seelsorge versah bis zum Dreißigjährigen Krieg der Hauskaplan des Komturs. Nachdem die Dorfkirche vom Orden zur Filialkirche von Rixheim ohne eigenen Pfarrer herabgestuft worden war, strengten die Riedisheimer Bürger 1764 einen Prozess an, der den Orden dazu bewegen sollte, ihnen einen eigenen Pfarrer zu stellen. Sie erhielten 1783 aber nur einen vom Pfarrherrn in Rixheim abhängigen, jedoch in Riedisheim wohnhaften Vikar.  Ein Neubau wurde im Jahr 1655 errichtet. Er wurde durch einen weiteren Neubau ersetzt, der 1759 geweiht und 1837 abgerissen wurde.
Der heute vorhandene klassizistische Kirchenbau an der Rue du Maréchal Foch wurde nach Entwürfen des aus Mülhausen stammenden Architekten Jean Charles Dufau geschaffen. Er ist oberhalb des Portals mit der Jahreszahl 1838 bezeichnet. Die Kirche wurde in den Jahren 1968–1970 instand gesetzt.

## Ausstattung
Etliche Ausstattungsgegenstände der Kirche sind in das Inventaire général du patrimoine culturel eingetragen:
- ein Kruzifix aus dem 17. Jahrhundert,[3]
- ein Reliquiar aus dem ersten Viertel des 20. Jahrhunderts,[4]
- ein Altarbild, vermutlich von einem Schüler von Martin Feuerstein,[5]
- eine Madonna mit Kind von der Wende des 18. zum 19. Jahrhundert[6]
- und eine Statue von Marias Aufnahme in den Himmel vom Ende des 18. Jahrhunderts.[7]

### Orgel
Auch die Orgel ist seit 1979 als Monument historique klassifiziert. Das Instrument wurde 1853 von dem Orgelbauer Joseph Stiehr erbaut. Es wurde zwischenzeitlich mehrfach restauriert, u. a. von Louis Mockers, und auch verändert, so 1928, bzw. 1952 durch die Orgelbaufirma Manufacture d’Orgues Muhleisen, und 1979 durch den Orgelbauer Alfred Kern, der ein neues Orgelgehäuse baute. Die Orgel hat heute 28 Register auf zwei Manualen und Pedal, von denen 16 noch originale Stiehr-Register sind. Die Trakturen sind mechanisch.
| I Positif de Dos C–f3 |                |        |
| 1.                    | Bourdon        | 8′     |
| 2.                    | Salicional     | 8′     |
| 3.                    | Montre         | 4′     |
| 4.                    | Nazard         | 2 ⁄3′  |
| 5.                    | Flageolet      | 2′     |
| 6.                    | Tierce         | 1 3⁄5′ |
| 7.                    | Cymbale III    |        |
| 8.                    | Cromorne       | 8′     |
|                       | Tremblant doux |        |

| II Grand Orgue C–f3 |                  |       |
| 9.                  | Bourdon          | 16′   |
| 10.                 | Montre           | 8′    |
| 11.                 | Bourdon          | 8′    |
| 12.                 | Gambe            | 8′    |
| 13.                 | Prestant         | 4′    |
| 14.                 | Flûte à cheminée | 4′    |
| 15.                 | Quinte           | 2 ⁄3′ |
| 16.                 | Doublette        | 2′    |
| 17.                 | Cornet V D       | 8′    |
| 18.                 | Fourniture IV    |       |
| 19.                 | Trompette        | 8′    |
| 20.                 | Clairon          | 4′    |

| Pédale C–f1 |           |     |
| 21.         | Principal | 16′ |
| 22.         | Soubasse  | 16′ |
| 23.         | Flûte     | 8′  |
| 24.         | Flûte     | 4′  |
| 25.         | Flûte     | 2′  |
| 26.         | Bombarde  | 16′ |
| 27.         | Trompette | 8′  |
| 28.         | Clairon   | 4′  |

- Koppeln: I/II, II/P